# Haldern

Lage von Haldern in Rees

Haldern ist ein Stadtteil der Stadt Rees (Nordrhein-Westfalen) am unteren rechten Niederrhein. Der Ort hat ca. 5100 Einwohner.

## Geographie

### Lage
Zu Haldern zählen die Bauerschaften Helderloh, Heeren, Herken, Wittenhorst, Sonsfeld und Aspel. Heeren-Herken war bis 1974 eine selbstständige Gemeinde im Amt Haldern.
Das Gemeindegebiet ist größtenteils sehr landwirtschaftlich geprägt. Größere Waldflächen befinden sich südöstlich des Dorfes. Zudem entstand durch jahrelangen Kiesabbau im südwestlichen Teil des Ortes das Naherholungsgebiet Reeser Meer.

### Klima
Das Klima in Haldern ist warm und gemäßigt. Es gibt das ganze Jahr über deutliche Niederschläge in Haldern. Selbst der trockenste Monat weist noch hohe Niederschlagsmengen auf. Die Klassifikation des Klimas nach Köppen und Geiger ist Cfb. Im Jahresdurchschnitt beträgt die Temperatur in Haldern 9,8 °C. Über ein Jahr verteilt summieren sich die Niederschläge zu 770 mm auf.
|                        | Jan  | Feb  | Mär | Apr  | Mai  | Jun  | Jul  | Aug  | Sep  | Okt  | Nov | Dez |   |      |
| Mittl. Temperatur (°C) | 1,8  | 2,5  | 6,3 | 8,8  | 12,9 | 16,1 | 17,5 | 17,5 | 14,9 | 10,7 | 5,9 | 3,1 | ⌀ | 9,9  |
| Mittl. Tagesmax. (°C)  | 4,2  | 5,3  | 9,3 | 13,4 | 17,9 | 21,1 | 22,4 | 22,3 | 19,4 | 14,6 | 8,6 | 5,4 | ⌀ | 13,7 |
| Mittl. Tagesmin. (°C)  | −0,5 | −0,3 | 3,3 | 4,3  | 8,0  | 11,1 | 12,7 | 12,7 | 10,4 | 6,9  | 3,3 | 0,8 | ⌀ | 6,1  |
|                        |      |      |     |      |      |      |      |      |      |      |     |     |   |      |
| Niederschlag (mm)      | 64   | 46   | 59  | 50   | 64   | 76   | 77   | 71   | 62   | 60   | 67  | 74  | Σ | 770  |

| −0,5 |

| −0,3 |

| 3,3 |

| 4,3 |

| 8,0 |

| 11,1 |

| 12,7 |

| 12,7 |

| 10,4 |

| 6,9 |

| 3,3 |

| 0,8 |

| −0,5 |

| −0,3 |

| 3,3 |

| 4,3 |

| 8,0 |

| 11,1 |

| 12,7 |

| 12,7 |

| 10,4 |

| 6,9 |

| 3,3 |

| 0,8 |

| N i e d e r s c h l a g | 64  | 46  | 59  | 50  | 64  | 76  | 77  | 71  | 62  | 60  | 67  | 74  |
|                         | Jan | Feb | Mär | Apr | Mai | Jun | Jul | Aug | Sep | Okt | Nov | Dez |

## Geschichte
Bei Bauarbeiten zur Autobahn (A 3) im Jahr 1961 entdeckte man auf dem Colettenberg auf der Wittenhorst bei Haldern Grabbeigaben (Becher und Dolche) vom Ende der Jungsteinzeit sowie Reste einer Siedlung aus der Hallstattzeit (800 bis 450 v. Chr.).

### Mittelalter
Von der Zeit des Mittelalters zeugen Reste eines fränkischen Gehöfts aus dem 7./8. Jahrhunderts. Um 1000 n. Chr. wurde die Burg Aspel erstmals genannt. Erste Burgherren von Aspel waren der Edelfreie Richizo und sein Sohn und Nachfolger Godizo. Der Überlieferung nach wurde die Halderner Kirche gemeinsam mit der Reeser Stiftskirche um 1040 von Godizos Erbin Irmgard von Aspel gegründet, urkundliche Quellen oder archäologische Belege fehlen hierfür jedoch. Irmgard vermachte ihren Besitz dem Erzbistum Köln.
Das Kloster Schledenhorst wurde 1240 von einem Ritter Bernard von Rees gestiftet. 1243 nahm der Erzbischof von Köln das Nonnenkloster unter seinen Schutz. 1249 wurde das Kloster in den Orden der Zisterzienser aufgenommen und der geistlichen Betreuung durch den Abt des Klosters Kamp unterstellt.
Im Zuge der Streitigkeiten um Aspel zwischen Kleve und Köln trat Haldern um 1300 als Stadt auf (Siegel der Stadt Haldern von 1307). Im Jahr 1392 fiel Haldern an Kleve.

### Neuzeit

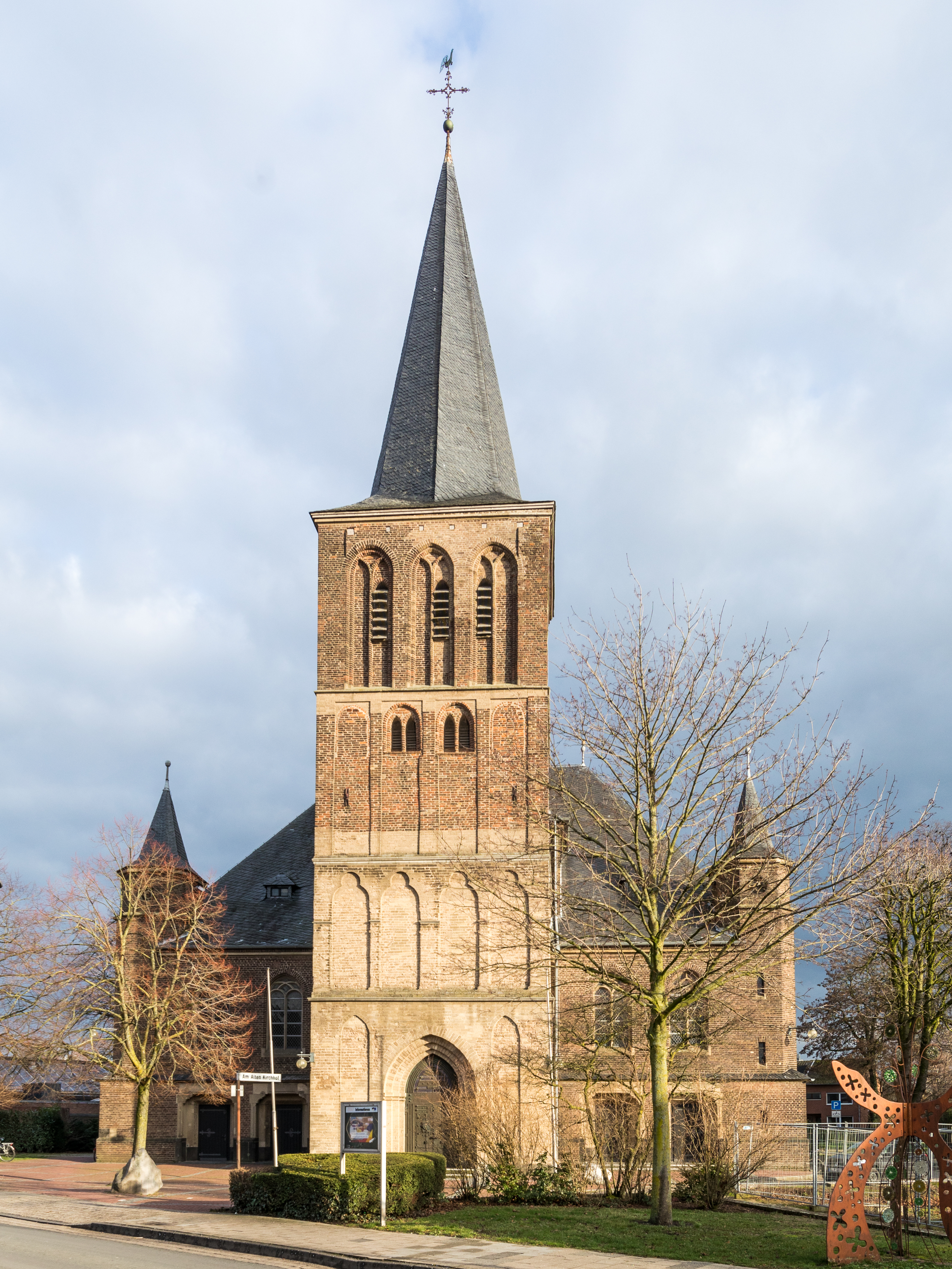
Sankt Georg Haldern

Im Jahr 1614 und endgültig 1666 fiel Kleve und damit Haldern an das Kurfürstentum Brandenburg. Im Dreißigjährigen Krieg wurde Haldern 1631 von marodierenden Soldaten und 1638 von kaiserlichen Truppen geplündert.
Im Französisch-Niederländischen Krieg ging 1672 die katholische Pfarrkirche St. Georg in Flammen auf. Im Jahr 1707 gliederten die Herren von Wittenhorst-Sonsfeld Haldern ihrer Herrlichkeit Sonsfeld an. 1783 wurde die evangelische Kirche in Haldern als Patronatskirche fertiggestellt.
1805 kam Haldern zum Großherzogtum Berg, von 1810 bis 1814 gehörte es Frankreich. 1806 wurde das nahe gelegene Kloster Schledenhorst aufgelöst. Haldern wurde in bergischer Zeit zur Munizipalität und unter französischer Herrschaft zur Mairie. 1814 kam Haldern wieder an das preußische Großherzogtum Niederrhein und wurde eine Bürgermeisterei im Kreis Rees.

### 20. / 21. Jahrhundert
Im Jahr 1927 wurde aus der Bürgermeisterei das Amt Haldern. Bis 1975 blieb Haldern selbstständige Gemeinde innerhalb des Amtes Haldern. Am 1. Januar 1975 wurde im Zuge des 2. kommunalen Neugliederungsprogramms das Amt Haldern aufgelöst und die Gemeinde Haldern in die Stadt Rees eingegliedert. Haldern feierte 1990 sein 950-jähriges Bestehen.

## Kultur und Sehenswürdigkeiten

### Bauwerke und Baudenkmäler

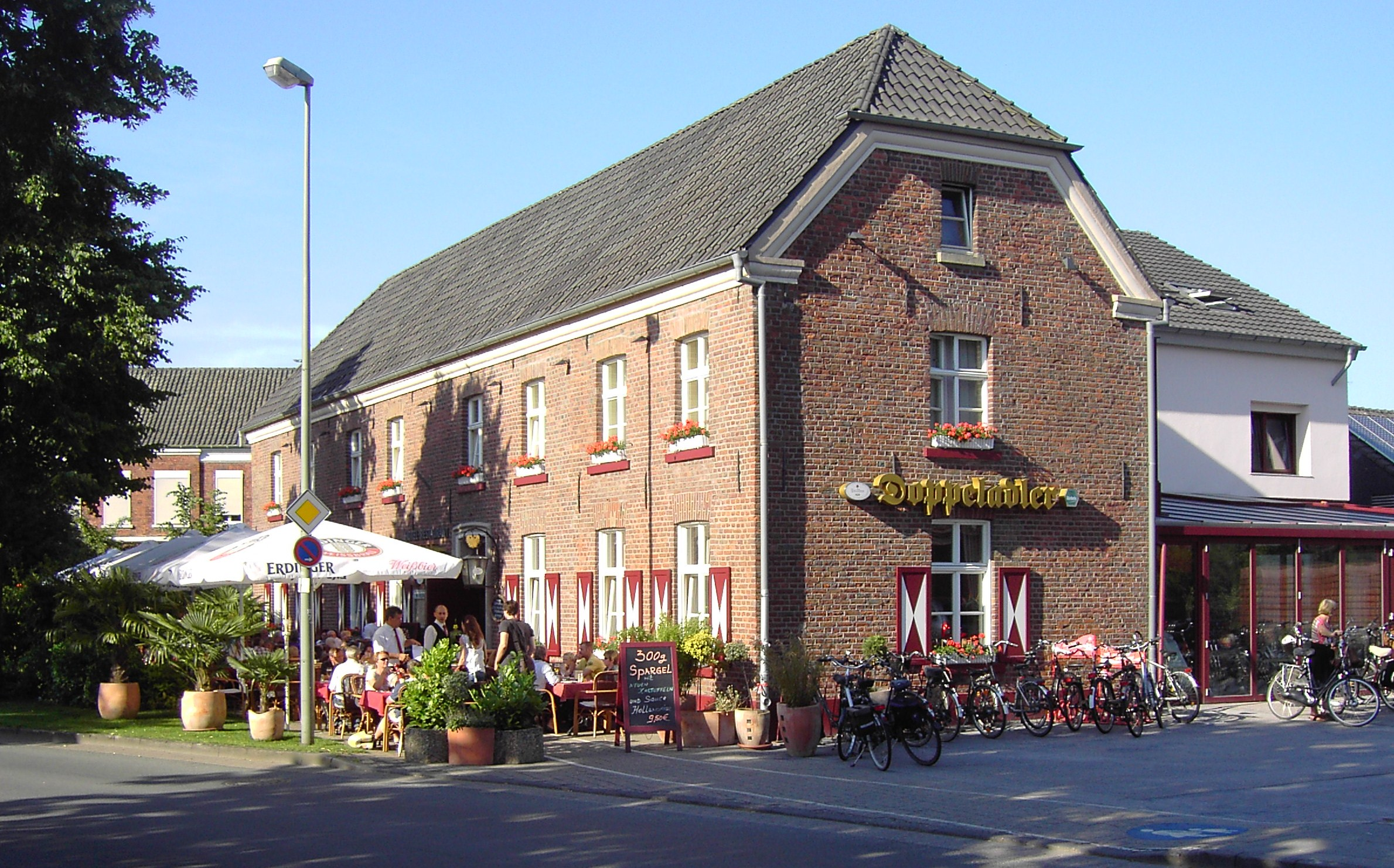
„Doppeladler“ Haldern

Sehenswerte Bauwerke sind die katholische Pfarrkirche St. Georg (Turm aus dem 13. und 15. Jahrhundert), die evangelische Kirche (1783), das Wesendonksche Haus (Anfang 19. Jahrhundert) sowie die Gaststätte „Doppeladler“ (19. Jahrhundert). Bei einem Großbrand wurde letztere im Jahr 2001 vollkommen zerstört und nach alten Bauplänen wieder aufgebaut. Der Battenbergturm, der zu den wenigen erhaltenen Wohntürmen im nördlichen Rheinland gehört, wurde Anfang des 16. Jahrhunderts errichtet.
Darüber hinaus liegt in der Bauerschaft Aspel das Haus Aspel, ein Schloss, das heute als Kloster und Seniorenheim genutzt wird, mit einem Landschaftspark am (Naturschutzgebiet Aspeler Meer) und einer Motte. Dieser Burghügel lässt sich auf das 10. Jahrhundert datieren.
Das Sonsfelder Schloss und das ehemalige Kloster Schledenhorst sind weitere Baudenkmäler in Haldern.

### Haldern Pop Festival

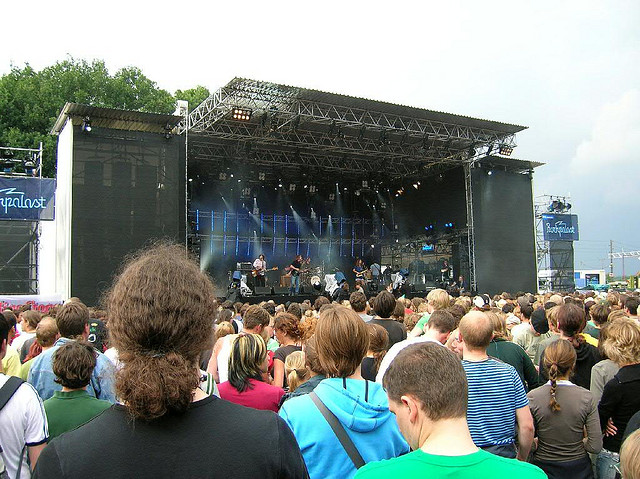
Haldern Pop Festival 2006

Das seit 1984 veranstaltete Open Air Haldern Pop hat das Dorf überregional bekannt gemacht. Die Festwiese, ein Reitplatz, wird Jahr für Jahr für tausende Besucher zum Zelten hergerichtet. Der Musikstil des Open-Air-Festivals lässt sich als Rock und Pop beschreiben.
Unter anderen traten Patti Smith, Guano Apes, H-Blockx, Bob Geldof, Franz Ferdinand, Heather Nova, Jan Delay, Kate Nash, Maxïmo Park, Fettes Brot, Travis, Kings of Leon, Sportfreunde Stiller, Element of Crime, Little Boots, Mumford & Sons auf dem Festival auf.

### Das Haldern-Lied
Von Hermann Ludwig Blankenburg
Was die alten Linden rauschen,

mir ins frohe Herz hinein;

Immer wieder möcht' ich lauschen,

Lindendorf am Niederrhein.

Niemals kann ich dein vergessen,

wo ich wandre, wo ich bin;

Haldern, deine Linden rauschen

immer mir durch Herz und Sinn.

Deines Wappens tapfrer Reiter

möge Schutz und Schirm dir sein;

Immer blühe, nie vergehe,

Lindendorf am Niederrhein.

### Sport
Der auf Kreisebene spielende Fußballverein SV Haldern wurde 1920 gegründet und ist am Lindenstadion beheimatet. Er hat die Abteilungen Laufen, Tennis, Fußball, Handball und Volleyball. Haldern ist ebenfalls in mehreren Altersklassen im Schießsport vertreten.

### Kunst-Archiv Peter Kerschgens
Das privat geführte Kunst-Archiv existiert seit 1975 und besteht aus Archivalien zur Bildenden Kunst des 20. und 21. Jahrhunderts. Der Schwerpunkt liegt auf Druckerzeugnissen, vor allem Ausstellungseinladungen oder Einladungen zu anderen Kunst-Events. Umfang (ca.): 310.000 Ausstellungseinladungen, 40.000 Bücher, 1.000 Kunstzeitschriften, 6.000 Ausstellungsplakate, 90.000 Presseberichte. Das Archiv ist auf 350 m² in zwei Häusern untergebracht und umfasst 17 Räume unterschiedlicher Größe: Bibliotheksräume, Archivräume, Raum für Zeitschriften, Raum für Plakate, Depoträume.

## Wirtschaft und Infrastruktur

### Schienenverkehr

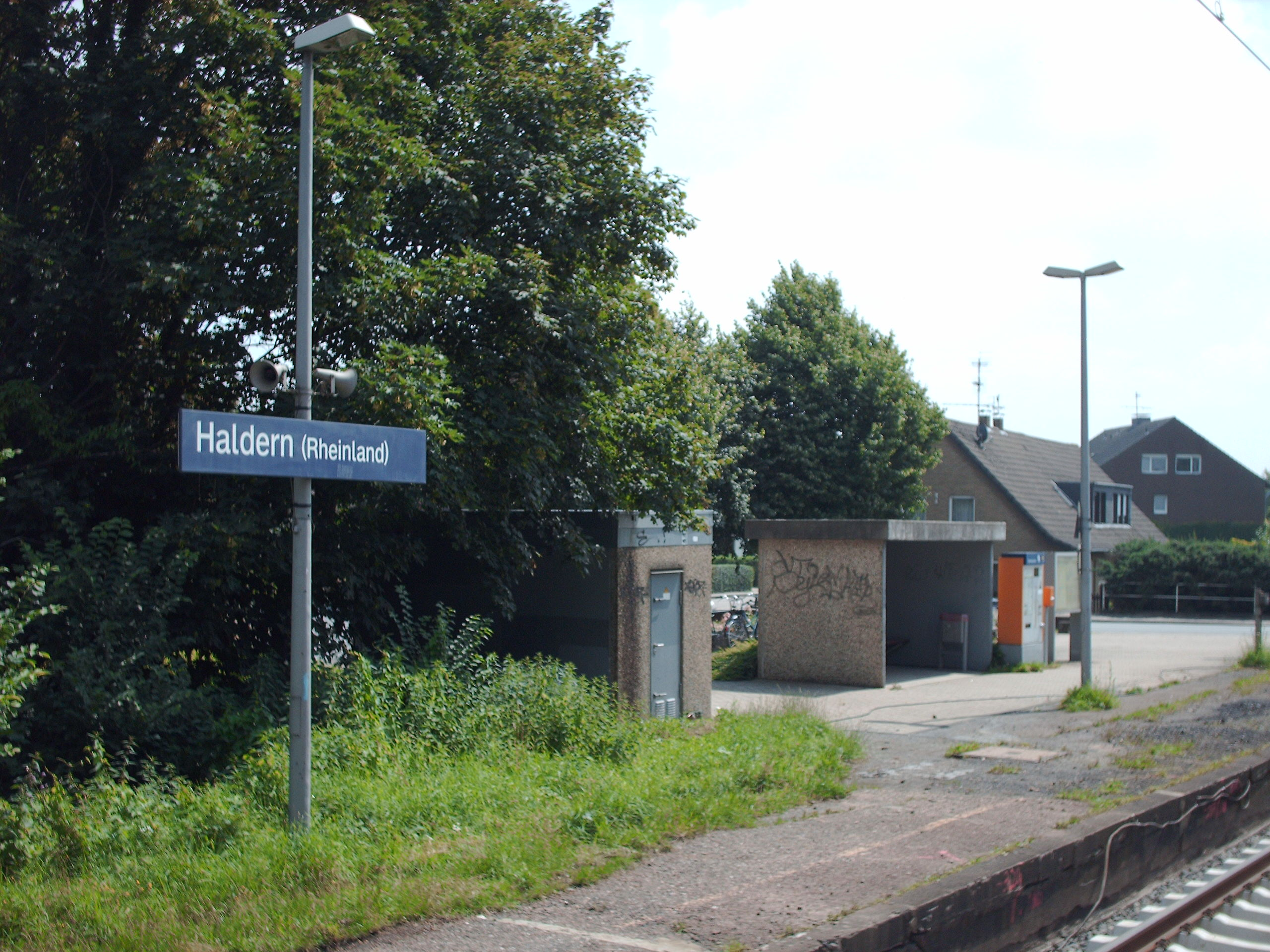
Haltepunkt Haldern (Rheinl)

Der Haltepunkt Haldern (Rheinl) liegt an der zweigleisigen elektrifizierten Bahnstrecke Oberhausen–Arnhem. Dort hält im Schienenpersonennahverkehr stündlich der RE 19 (Rhein-IJssel-Express).
| Linie | Verlauf | Takt   | Betreiber |
| ----- | --- | ------ | --------- |
| RE 19 | Rhein-IJssel-Express: Arnhem Centraal – Zevenaar – Emmerich-Elten – Emmerich – Praest – Millingen (b Rees) – Empel-Rees – Haldern (Rheinl) – Mehrhoog – Wesel Feldmark – Wesel – Friedrichsfeld (Niederrhein) – Voerde (Niederrhein) – Dinslaken – Oberhausen-Holten – Oberhausen-Sterkrade – Oberhausen Hbf – Duisburg Hbf – Düsseldorf Flughafen – Düsseldorf Hbf Stand: Fahrplanwechsel Dezember 2023 | 60 min | VIAS      |

Die Strecke soll als Zulauf auf die Betuweroute um ein drittes Gleis erweitert werden.

### Straßen
Haldern wird durch die Landesstraße 7 (L 7), ein ehemaliger Teil der Bundesstraße 8 (B 8) an das Fernstraßennetz angebunden. Die Bauerschaften Helderloh und Wittenhorst grenzen an die A 3 (E 35) an. Nahegelegene Autobahnabfahrten sind die Anschlussstellen Rees/Isselburg und Hamminkeln/Bocholt.

## Persönlichkeiten
- Johann Jakob von Collas (1721–1792), Kapitän und Major, Gutsherr in Haldern
- Johann Gottfried von Manger (1748–1823), Bürgermeister in Haldern (1815–1822)
- Julius Heveling (1842–1909), Priester und Mitglied des Preußischen Abgeordnetenhauses
- Gerhard Storm (1888–1942), Märtyrer der katholischen Kirche
- Hans Schlütter (1913–2003), Agrarwissenschaftler und Politiker
- Hans Booms (1924–2007), Leiter des Bundesarchivs
- Wilhelm Buckermann (1934–2004), Politiker (CDU), Bürgermeister und erster Ehrenbürger der Stadt Rees
- Paul Velsinger (1939–2023), Volkswirtschaftler und Rektor der Universität Dortmund
- Irmgard Schmid (* 1945), Politikerin (SPD), Landtagsabgeordnete
- Ursula Nienhaus (1946–2020), Historikerin
- Diethelm Blecking (* 1948), Sportwissenschaftler
- Christoph Reichmann (* 1950), Provinzialrömischer Archäologe und Museumsleiter
- Astrid Karuna Feuser (* 1951), Malerin und Grafikerin
- Franz-Josef Tenhagen (* 1952), Fußballspieler und Trainer
- Sigrid Beuting (* 1957), Künstlerin und Kunstvermittlerin
- Clemens Reinders (* 1962), Schriftsteller und Filmemacher
- Bodo Wißen (* 1974), Politiker (SPD), Landtagsabgeordneter
- Holger Zaborowski (* 1974), Philosoph
- Aron Seesing (* 2003), Handballspieler